# Glaucidium nanum
Mocho-pigmeu-austral ou caburé-austral (Glaucidium nana) é uma espécie de ave da família Strigidae. Pode ser encontrada na Argentina e no Chile.